# Jorge Ballerino
Jorge Juan Ballerino Sandford (Santiago, 10 de octubre de 1938-ibíd, 13 de febrero de 2021) fue un militar chileno, con rango de general de división de Ejército, que se desempeñó como Jefe de Estado Mayor Presidencial durante la dictadura militar del general Augusto Pinochet, desde 1988 hasta 1990.

## Biografía
Es hijo del militar Jorge Ballerino Díaz y Marta Sandford.

## Vida personal
Casado desde 1965 con Guadalupe Astorga Basaure, con quien tuvo dos hijos.

## Vida militar y profesional
Jorge Ballerino ingresó a la Escuela Militar en 1953 y egresó en 1956. Entre 1968 y 1970 fue oficial de órdenes de los comandantes en jefe Sergio Castillo, René Schneider y Carlos Prats. Entre 1970 y 1973 estuvo en la Academia de Guerra. En 1972 participó en la preparación de una Plan de Acción del Ejército que sirvió finalmente para el Golpe de Estado que derrocó al presidente Salvador Allende. En 1974 pasó al equipo que colaboraba con la Junta Militar; al año siguiente fue observador de la ONU en el Medio Oriente para llegar en 1976 al comité asesor de la comandancia en Jefe, donde allí estrechó lazos con Augusto Pinochet, de quien fue edecán en 1978. En 1981 se desempeñó como jefe de la Casa Militar, en 1985 fue jefe de la misión militar en España; tres años después se desempeña como Comandante de Institutos Militares, y el mismo año, desde 1988 a marzo de 1990, estuvo a cargo de la Secretaría General de la Presidencia. En 1990 se convertiría en Jefe del comité asesor del comandante en jefe, para al año siguiente ser Inspector general del Ejército y renunciar en 1993 a su carrera en la institución.

## Vida pública y judicial
Tras retirarse del Ejército, se desempeñó como uno de los directores de la Fundación Pinochet hasta noviembre de 1996 y posteriormente fue investigado por la Justicia en el marco de las cuentas en el Banco Riggs, una de las cuales correspondía a Ballerino, cuando era jefe de la Casa Militar.

## Vida privada
Jugador de golf, con palco reservado en el estadio de la Universidad Católica, era una cara familiar en el Club de Polo. En 1993 le fue detectado un tumor benigno.

## Piñeragate
En 1992 Jorge Ballerino era la principal figura del Comité Asesor Político Estratégico, el poderoso organismo creado por el comandante en jefe del Ejército, para enfrentar el nuevo escenario político post-1990 y el general más cercano y de mayor influencia política sobre Pinochet. Habría sido uno de los articuladores de las labores de espionaje y el cerebro de la estrategia para anular la candidatura de Sebastián Piñera en la elección presidencial de 1993.